# Horst Stürze
Horst Stürze (* 14. März 1923 in Delitzsch; † 13. August 2017 in München) war ein deutscher Fußballspieler und -trainer. Nach einer kurzen Spielerkarriere war er mehr als drei Jahrzehnte als Verbandssportlehrer im Einsatz, darunter von 1960 bis 1985 beim Bayerischen Fußball-Verband. Der Mann aus Thüringen war auch von 1970 bis 1977 Vorsitzender des Bundes Deutscher Fußball-Lehrer (BDFL).

## Leben
Stürze kam in Delitzsch bei Leipzig, als Sohn eines Polizeibeamten zur Welt, der schon bald nach der Geburt des Sohnes nach Schmalkalden im Thüringer Wald versetzt wurde. Dort ging er zur Schule bis zum Kriegsabitur und dort begann auch seine vielseitige Karriere. Stürzes Laufbahn begann als Jugendlicher zwar in einem Fußballverein bei seinem Heimatclub SV 04 Schmalkalden in Thüringen, wo er auch als Jugendlicher und Senior aktiv war, doch das Steckenpferd seiner sportlichen Betätigung war die Leichtathletik. Ihn zog es zum Mehrkampf und zum Sprint. Sechs Jahre musste er nach dem Kriegsabitur die Wehrmachtsuniform tragen und wurde mehrfach verwundet. Aber auch als Soldat hatte er weiterhin mit dem Sport zu tun. Er war Mittelstürmer einer Soldatenauswahl und der Stadtmannschaft von Weimar, dort auch Sportoffizier und gehörte 1943 der Meisterelf einer Panzerdivision in Rennes in Frankreich an. Er geriet in einjährige Gefangenschaft, wurde entlassen und ging nach Fritzlar, wo sein ehemaliger Sportlehrer ihm den Rat gab, sich um die Aufnahme in die Sporthochschule Köln zu bewerben. Er nahm am 1. November 1947 sein Studium an der Sporthochschule Köln, mit den Sonderfächern Fußball, bei Sepp Herberger, und Gesundheitspflege (Sportmedizin), bei Dr. Hoske, auf. Sepp Herberger nahm sich um den kriegsversehrten Ex-Offizier und Studenten sehr an. Herberger war wohl auch „schuld“, dass schließlich aus Horst Stürze ein Fußball-Lehrer wurde und nicht ein Spezialist für Versehrtensport.
Während seines fast dreijährigen Studiums in Köln spielte er aktiv in der Studentenmannschaft der Sporthochschule und begann während seiner Studienzeit als Vereinstrainer bei SV Wickrath zu arbeiten.

## Trainer

### Wanderjahre, bis 1960
Nach bestandener Prüfung übernahm Stürze im August 1950 die erste Stellung als Verbandssportlehrer beim Fußballverband Rheinland. Hier arbeitete er noch neben Jakob Oden und an der Seite der Kollegen Karl-Heinz Heddergott und Rudi Schlott. Tagsüber arbeitete Stürze für den Verband. Abends trainierte er Vereine. Bis 1954 den FC Urbar, 1951/52 und 1952/53 die SpVgg Andernach und 1953/54 den FV Engers. Den Sprung in die Alleinverantwortung für die Verbandsarbeit macht er als 31-jähriger Sportlehrer am 1. Mai 1954, als ihn der Fußball-Verband Mittelrhein nach Hennef berief. Von hier führte ihn der Weg für fast drei Jahre, bis zum 1. August 1958, nach Nordbaden, wo er Verbandssportlehrer des Badischen Fußballverbandes und sportlicher Leiter der Sportschule Schöneck wurde.
Anschließend betreute er mit dem SC Schwenningen noch einmal zwei Spielzeiten einen Verein, ehe er sich ab Mai 1960 beim Bayerischen Fußball-Verband verdingte.

### Verbandstrainer in Bayern, 1960 bis 1985
Hatte die Bayern-Auswahl bereits in den Jahren 1950 und 1952 bis 1955 in Serie den Amateur-Länderpokal gewonnen, so kamen unter der Regie von Stürze in den Jahren 1963 (3:1 gegen Hessen), 1965 (3:2 gegen Westfalen), 1968 (5:0 gegen Hamburg), 1970 (2:0 gegen Nordbaden), 1971 (2:1 n. V. gegen Niederrhein) und 1977 (4:2 n. V. gegen Südwest) sechs weitere Titelgewinne hinzu. Bayern wurde damit zum erfolgreichsten Landesverband im DFB. Zahlreiche bayerische Amateurspieler fanden in diesen Jahren den Weg in die deutsche Amateurnationalmannschaft. Angefangen mit Sepp Maier, Wilhelm Zott, Heinz-Herbert Kreh, Dieter Zettelmaier (Siegerteam 1963), Rudolf Netzel, Heinz Wittmann, Josef Parzl, Gerhard Faltermeier, Manfred Linz (Siegerteam 1965), Horst Pohl (Siegerteam 1968), Heiner Schuhmann, Alwin Fink, Walter Sohnle, Günter Helgert, Roland Stegmayer (Siegerteam 1970), Günther Lindinger (Siegerteam 1971) und Klaus Augenthaler aus dem Siegerteam 1977, welcher zwar nicht für die DFB-Amateure auflief, aber von 1977 bis 1991 es in der Fußball-Bundesliga beim Rekordmeister FC Bayern München auf 404 Ligaspiele mit 52 Toren brachte.
Auch im Bereich der A-Juniorenauswahl des DFB kamen auf der bayerischen Schiene in der Zeit von Verbandstrainer Stürze viele Talente in die deutsche Auswahl: Sepp Maier, Peter Löwer, Franz Beckenbauer, Alfred Kohlhäufl, Ludwig Bründl, Ewald Schäffner, Paul Breitner, Franz Hiller, Hans-Dieter Seelmann, Bernd Dürnberger, Franz Michelberger, Horst Weyerich, Klaus Augenthaler, Bernd Schuster, Lothar Matthäus, Thomas Brunner, Helmut Winklhofer, Alois Reinhardt, Reinhold Mathy, Martin Trieb, Hans Dorfner.
Im Vorfeld des Olympiaturniers 1972 wurde Stürze von DFB-Trainer Jupp Derwall zu besonders enger Mitarbeit bei der Betreuung der Amateurnationalmannschaft herangezogen. Da Derwall Bundestrainer Helmut Schön bei der Weltmeisterschaft in Mexiko zur Seite stand, betreute der bayerische Verbandstrainer die deutsche Amateurauswahl am 21. Mai 1970 bei einem Freundschaftsspiel in Helsinki gegen Finnland. Beim 0:0 in Helsinki waren mit Lindinger, Sohnle, Stegmayer und Pohl vier Spieler der bayerischen Amateurauswahl im Einsatz.
Prägend durch die Eindrücke und sportlichen Begegnungen waren auch mehrere Auslandsaufenthalte mit der bayerischen Verbandsauswahl. Stürze war unter anderem 1965 drei Wochen in Ostafrika in den Ländern Uganda, Kenia und Äthiopien; 1967 für 14 Tage auf Einladung des Deutsch-Amerikanischen Fußball-Bundes in den USA; 1969 in Persien und 1972 in Indien, wo man sich an einem internationalen Turnier mit 20 Auswahlmannschaften beteiligte.
Seine akribische Arbeit führte der Fußballfachmann unter den Präsidenten Hans Huber, Ludwig Franz (1963–65) und Ernst Knoesel (ab Juli 1973) durch. Im Bund Deutscher Fußball-Lehrer (BDFL) wurde er 1970 als Nachfolger von Jupp Derwall zum Präsidenten gewählt und erwarb sich bleibende Verdienste und wurde zum Ehrenmitglied ernannt. Berufliche Gründe zwangen Stürze 1978 dieses Amt zur Verfügung zu stellen. Zweifelsohne hat er sich als Fußball-Lehrer, als Fußballfachmann und Funktionär um seinen BDFL verdient gemacht.